# IC 3925
IC 3925 је двојна звијезда у сазвјежђу Ловачки пси која се налази на листи објеката дубоког неба у Индекс каталогу.
Деклинација објекта је + 36° 25' 20" а ректасцензија 12h 57m 15,4s.